# Martie 1986
Acest articol este generat integral pe baza informațiilor din articolul 1986 și este actualizat periodic de un robot.
 Editările făcute în articol vor fi șterse la următoarea actualizare! Dacă doriți să faceți modificări, editați articolul-sursă.

ianuarie -
februarie -
martie -
aprilie -
mai -
iunie -
iulie -
august -
septembrie -
octombrie -
noiembrie -
decembrie
Martie 1986 a fost a treia lună a anului și a început într-o zi de sâmbătă.

## Evenimente
- 21 martie: Un grav accident produs la mina din Vulcan, ca urmare a unei explozii de gaze în subteran, a provocat moartea a 17 persoane și rănirea altor două.

## Nașteri
- 1 martie: Mihaela Smedescu, handbalistă română
- 1 martie: Big E (Ettore Ewen), wrestler american
- 3 martie: Mehmet Topal, fotbalist turc
- 4 martie: Srgian Luchin, fotbalist român
- 4 martie: Mike Krieger, om de afaceri brazilian
- 5 martie: Sarah J. Maas, scriitoare americană
- 6 martie: Chiril Covalciuc, fotbalist ucrainean
- 11 martie: Gabriel Siminic, fotbalist român
- 13 martie: Andreja Klepač, jucătoare slovenă de tenis
- 13 martie: Vladimir Drăghia, înotător și actor român
- 15 martie: Carlos Rivera, cântăreț mexican
- 16 martie: Alexandra Daddario, actriță americană
- 16 martie: Delia Sescioreanu, jucătoare română de tenis
- 17 martie: Julio Landauri, fotbalist peruan
- 17 martie: Edin Džeko, fotbalist bosniac
- 18 martie: Lykke Li (Li Lykke Timotej Svensson Zachrisson), cântăreață suedeză
- 19 martie: Daniel Dillon, baschetbalist australian
- 22 martie: Eugen Crăciun, fotbalist român
- 23 martie: Victor Anagnastopol, jucător român de tenis
- 24 martie: Nathalia Dill, actriță braziliană
- 24 martie: Paul Koulibaly, fotbalist burkinez
- 25 martie: Nora Istrefi, cântăreață albaneză
- 25 martie: Tomislav Arčaba, fotbalist australian
- 26 martie: Mario Rondón, fotbalist venezuelean
- 27 martie: Manuel Neuer, fotbalist german
- 27 martie: Rosario Miraggio, cântăreț italian
- 28 martie: Lady Gaga (n. Stefani Joanne Angelina Germanotta), cântăreață, textieră și actriță americană
- 29 martie: Mihai-Cătălin Botez, politician român
- 30 martie: Sergio Ramos (Sergio Ramos García), fotbalist spaniol